# نیروگاه هسته‌ای هیگاشی
نیروگاه هسته‌ای هیگاشی (به لاتین: Higashidōri Nuclear Power Plant) یک نیروگاه هسته‌ای در ژاپن است که در هیگاشی‌دوری، آئوموری واقع شده‌است.